# مكاتب البريد الفرنسية في مصر

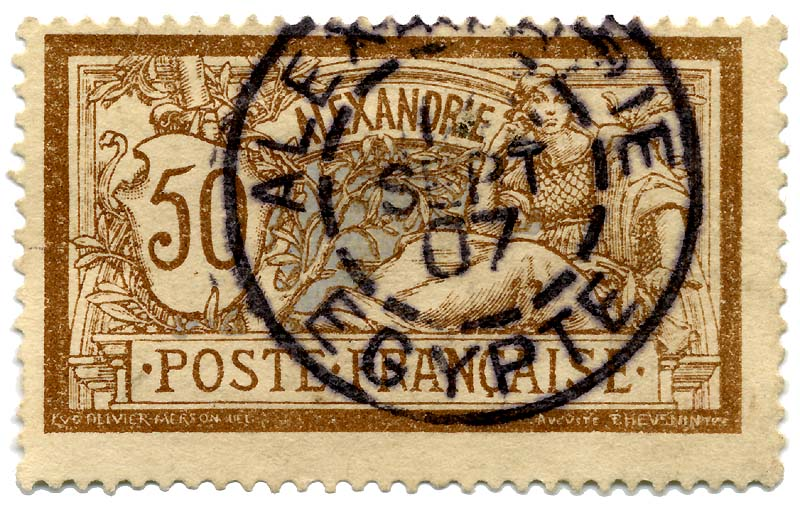
تصميم من نوع ميرسون لـ 50 سنتيم مخصصًا لمدينة الإسكندرية، صدر عام 1902

كانت مكاتب البريد الفرنسية في مصر عبارة عن نظام مكاتب بريدية استخدمته فرنسا في مصر خلال القرن التاسع عشر وأوائل القرن العشرين. وكان الهدف الأساسي منها تسهيل المصالح التجارية لفرنسا. افتتح أول مكتب بريد فرنسي في الإسكندرية عام 1837، ولاحقًا افتتحت مكاتب في القاهرة والسويس وبورسعيد.
في البداية، في فترة ما قبل الطوابع، كانت الرسائل تُرسل مع علامات بريدية مناسبة للإشارة إلى الدفع وعدم الدفع. في عام 1857، وُزِّعت طوابع البريد الفرنسية العادية لاستخدامها في مكاتب البريد القنصلية الفرنسية في مصر. على الرغم من أنه لا يزال من الممكن إرسال الرسائل دون إضافة طوابع بريدية، إلا أنه في الممارسة العملية كانت معظم الرسائل تُرسل مختومة بطوابع تدفع السعر المطلوب. توقف استخدام الطوابع الصادرة بشكل عام في فرنسا في عام 1898، وفي عام 1899، تم طباعة الطوابع رسميًا لمكاتب البريد في الإسكندرية وبورسعيد (أغلقت مكاتب البريد في السويس والقاهرة قبل هذا التغيير). أصدرت فرنسا طوابع بريدية لكل من مكتبي البريد المتبقيين، وكان يطبع أو ينقش عليه: "ALEXANDRIE" أو "PORT-SAID".
ظهر الإصدار الأول في عام 1899؛ وكان يتألف من اسم مكتب البريد مطبوعًا على طوابع " Type Sage" الحالية، بإجمالي 15 قيمة تتراوح من سنتيم واحد إلى خمسة فرنكات. أدى نقص طوابع الـ 25 سنتيم في بورسعيد إلى استخدام طبعة إضافية على قيمة الـ 10 سنتات، والتي أصبح يكتب عليها: "PORT SAID / VINGT / CINQ" (بور سعيد/عشرون/خمسة). وطبع الرقم "25" فوق بعضها بحبر أحمر.
ألغيت مكاتب البريد الفرنسية في مصر عام 1931.